# Роберто Тобар
Роберто Андрес Тобар Варгас (ісп. Roberto Andrés Tobar Vargas, нар. 13 квітня 1978) — чилійський футбольний арбітр. Арбітр ФІФА з 2011 року.

## Біографія
У 2011 році Тобар став арбітром ФІФА. У 2012 році Федерація футболу Чилі тимчасово відсторонила Тобара на вісім місяців в рамках корупційного скандалу, відомого під назвою «Клуб покеру», в який Роберто виявився залучений разом з трьома своїми колегами та головою національного суддівського комітету Маріо Санчесом Янтеном Після призупинення Тобар повернувся до посади, і був визнаний найкращим арбітром Чилі у 2013 та 2014 роках.
Він судив на південноамериканському чемпіонаті U-17 2015 року. У тому ж році він працював головним арбітром в чотирьох матчах юнацького чемпіонату світу U-17, які проходили в його країні. Також Варгас обслуговував матчі відбіркового турніру до чемпіонату світу 2018 року в Росії.
На міжнародному рівні клубних матчів він відсудив кілька зустрічей Кубка Лібертадорес і Південноамериканського кубка.
Найбільш важливі матчі в кар'єрі Тобара — перший фінальний матч Кубка Лібертадорес 2018 між аргентинськими клубами «Бока Хуніорс» і «Рівер Плейт» (2:2) і другий матч фіналу Південноамериканського кубка 2018 року між «Атлетіко Хуніорс» та «Атлетіко Паранаенсе». 
Він також був обраний головним арбітром на фінал Кубка Америки 2019 року в Бразилії, в якому зустрічалися збірні Бразилії і Перу (3:1), де він призначив по одному пенальті у ворота бразильців і перуанців, обидва рази скориставшись допомогою системи VAR і вилучив гравця господарів турніру Габріела Жезуса. А вже у кінці року поїхав як головний арбітр на клубний чемпіонат світу 2019 року в Катарі.
За межами футбольного поля Тобар працює в суді.